# Szalmakutyák (film, 2011)
A Szalmakutyák (Straw Dogs) 2011-ben bemutatott amerikai thriller, melynek forgatókönyvírója és rendezője Rod Lurie. A film Sam Peckinpah 1971-es azonos című filmjének remake-je, amely maga Gordon Williams The Siege of Trencher's Farm című regényén alapul. A főszerepben James Marsden és Kate Bosworth látható.
Általánosságban negatív kritikákat kapott az értékelőktől, valamint bevételi szempontból rosszul teljesített. A Metacritic oldalán a film értékelése 45% a 100-ból, ami 29 véleményen alapul. A Rotten Tomatoeson a Szalmakutyák 41%-os minősítést kapott, 119 értékelés alapján.
A filmet eredetileg 2011. február 25-én tervezték kiadni, azonban a dátumot szeptember 16-ra csúsztatták.
A forgatása 2009. augusztus 16-án kezdődött Shreveport és Vivian környékén, Louisianában.

## Történet
|  | Alább a cselekmény részletei következnek! |

A hollywoodi forgatókönyvíró, David Sumner (James Marsden) és a színésznő felesége, Amy Sumner (Kate Bosworth) elköltöztek Amy szülővárosába, hogy újjáépítsék a fiatal nő nemrégiben elhunyt édesapja házát, így David is nyugodtan be tudja fejezni a könyvét. David hamarosan találkozik Amy exbarátjával, Charlie Vennerrel (Alexander Skarsgård) és barátaival, Normannal (Rhys Coiro), Chrissel (Billy Lush) és Biccel (Drew Powell), akiket felfogad a tető újraszerkesztésére. David továbbá találkozik volt labdarúgó-edzőjével, Tom Heddonnal (James Woods), akinek tizenöt éves lánya, Janice (Willa Holland) vonzódik a helyi értelmi fogyatékos férfihoz, Jeremy Niles-hez (Dominic Purcell). Heddon gyakran megfélemlíti Jeremyt, mert úgy véli, hogy a férfi mindenhová követi a lányát.
Charlie és a barátai elkezdenek gúnyolódni Daviddel. A gúny egyenesen zaklatássá fokozódik, mert egyértelműen nyers megjegyzéseket tesznek Amy felé és munka közben hangosan hallgatják a zenét, ami idegesíti Davidet és akadályozza a munkáját. Miután lehalkítják, Amy felmegy az emeletre tusolni, viszont a fürdőszobaablakot kinyitja, hogy látványával provokálja a munkásokat.
Hamarosan valaki belép a házba, és felakasztja a házaspár macskáját. David gyanítja, hogy a munkások tették-e ezt, de Charlie és a barátai mindent tagadnak.
Amíg David kimegy az erdőbe szarvasra vadászni a munkásokkal együtt, Charlie a házuk felé kényszeríti és megerőszakolja Amyt. Ezt követően Norman is megerőszakolja, amit Charlie végignéz.
Amikor David hazaérkezik, Amy semmit sem mondd neki a nemi erőszakról. A következő napon David kirúgja a munkásokat. Amy ragaszkodik ahhoz, hogy elmenjenek a helyi focimeccsre. Ott, Janice (Willa Holland) meggyőzi Jeremyt, hogy elmenjen vele egy üres öltözőbe, ahol orális szexel próbálja kielégíteni. Heddon észreveszi a lány távollétét és elkezdi keresni. Amikor Heddon a közelükbe ér, Jeremy befogja Janice száját, nehogy megtalálják őket, ám a lány véletlenül megfullad az erős szorítástól. Jeremy rémületében elfut a helyszínről, amikor Heddon tájékoztatja Charlie-t és a barátait Janice eltűnéséről, mert gyanítják, hogy Jeremy tett vele valamit.
Amy kellemetlenül érzi magát Charlie jelenlétében, ezért megkéri Davidet, vigye haza. Útközben a nő elmondja férjének, hogy vissza akar menni Los Angelesbe, ezzel meglepve őt; ekkor váratlanul elgázolja Jeremyt. David és Amy a saját otthonukba viszik őt és kihívják a mentőket. Charlie és Norman kihallgatják a mentők kihívását a rendőrségi szkenneren és elmondják Heddonnak. Charlie, Norman, Chris és Bic elmennek Davidék házához. A seriff időközben megérkezik a házhoz, de Heddon az ajtó bejáratánál megöli őt, majd megpróbál bejutni a házba. David azt mondja Amynek, hogy vigye fel Jeremyt az emeleti hálószobába, míg ő harcba száll a házba bejutó férfiakkal.
Ahogy, Chris megpróbál bejutni az ablakon keresztül, David falhoz szegecseli a kezét szögbelövővel, torkát elvágja a törött üveg. Amikor Heddon megpróbálja őt követni az ablakon át, David forró olajat önt az arcába. Heddon és Charlie áttörik a házfalat betörnek Charlie teherautójával, de Charlie beüti a fejét, elájul. Eközben David felülkerekedik Heddonon, aki véletlenül lábon lövi magát, és David agyonlövi őt, majd halálra veri Bic-ket a kandalló vasbotjával. Az emeleti ablakon át bemászó Norman megtámadja Amyt és Jeremyt. Újra megpróbálja megerőszakolni Amyt, de csakhogy David és Charlie megjelenik. Charlie és Norman fegyvert fognak egymásra. Norman fenyegetőzik, hogy megöli Amyt. Amynek végül sikerül lelőnie Normant. Charlie lefegyverzi a nőt, de David nekiugrik, a verekedésben egy medvecsapda segítségével megöli Charliet. A rendőri szirénák hallatán David ennyit mond: „Mind meghaltak”.
|  | Itt a vége a cselekmény részletezésének! |

## Szereplők
| Szerep            | Színész             | Magyar hang        |
| ----------------- | ------------------- | ------------------ |
| David Sumner      | James Marsden       | Fenyő Iván         |
| Amy Sumner        | Kate Bosworth       | Balsai Móni        |
| Charlie Venner    | Alexander Skarsgård | Papp Dániel        |
| Tom Heddon edző   | James Woods         | Barbinek Péter     |
| Jeremy Niles      | Dominic Purcell     | Schneider Zoltán   |
| Norman            | Rhys Coiro          |                    |
| Chris             | Billy Lush          | Molnár Áron        |
| Bic               | Drew Powell         | Törköly Levente    |
| John Burke seriff | Laz Alonso          | Nagypál Gábor      |
| Janice Heddon     | Willa Holland       | Bogdányi Titanilla |
| Daniel Niles      | Walton Goggins      |                    |

További magyar hangok: Bogdányi Titanilla, Kardos Róbert, Orosz István, Wégner Judit, Welker Gábor, Varga Anikó, Várkonyi András, Sipos Imre, Sarádi Zsolt